# Lipowa Góra (Wzgórza Niemczańsko-Strzelińskie)
Lipowa Góra – góra o wysokości 357,2 m n.p.m. należąca do Wzgórz Niemczańsko-Strzelińskich, w powiecie dzierżoniowskim, w gminie Dzierżoniów, .
Znajduje się przy drodze wojewódzkiej nr 384, przy wsi Kołaczów. Szczyt pokrywa bujny las, znajdują się na nim liczne ścieżki.